# Raad (misil antibuque)
Ra'ad (en persa: رعد, en español: 'relámpago') es un misil de crucero antibuque subsónico diseñado y construido en Irán. El misil es una variante mejorada y de ingeniería inversa del misil antibuque Silkworm de China. El misil fue desarrollado por la Organización de Industrias de Aviación de Irán (IAIO), de propiedad estatal. Según se informa, Irán comenzó la producción completa del Ra'ad en enero de 2004 y entró en servicio en 2007. El misil está equipado para plataformas lanzadas desde tierra y desde buques.